# Aloe turkanensis
Aloe turkanensis ist eine Pflanzenart der Gattung der Aloen in der Unterfamilie der Affodillgewächse (Asphodeloideae). Das Artepitheton turkanensis verweist auf das Vorkommen der Art Turkana District in Kenia.

## Beschreibung

### Vegetative Merkmale
Aloe turkanensis wächst stammbildend, ist spärlich von der Basis aus verzweigt und bildet Klumpen mit einem Durchmesser von bis zu 2 Metern. Der aufsteigende Stamm ist bis zu 45 Zentimeter lang. Mit der Zeit wird er niederliegend und ist dann bis zu 70 Zentimeter lang. Die 14 bis 18 lanzettlich verschmälerten Laubblätter bilden eine dichte Rosette. Die trübgrüne, gelegentlich leicht bläulich bereifte Blattspreite ist bis zu 70 Zentimeter lang und 9 Zentimeter breit. Auf ihr befinden sich wenige längliche hellgrüne Flecken. Auf der Blattunterseite sind sie häufig zahlreicher und mehr oder weniger in Querbändern angeordnet. Die Blattoberfläche ist glatt. Die weißlichen Zähne am Blattrand sind 2 Millimeter lang und stehen 12 bis 18 Millimeter voneinander entfernt. Der Blattsaft trocknet gelb.

### Blütenstände und Blüten
Der Blütenstand weist bis zu acht Zweige auf und erreicht eine Länge von bis zu 100 Zentimeter. Die unteren Zweige sind nochmals verzweigt. Die ziemlich dichten Trauben bestehen aus einseitswendigen Blüten, sind 15 bis 26 Zentimeter lang und 6 Zentimeter breit. Die eiförmig-feinspitzigen Brakteen weisen eine Länge von 5 bis 7 Millimeter auf und sind 3 Millimeter breit. Die roten bis orangeroten, schiefergrau gespitzten Blüten stehen an 8 bis 9 Millimeter langen Blütenstielen. Sie sind 25 Millimeter lang und an ihrer Basis kurz verschmälert. Auf Höhe des Fruchtknotens weisen die Blüten einen Durchmesser von 8 bis 9 Millimeter auf. Darüber sind sie auf 6,5 bis 7 Millimeter verengt. Ihre äußeren Perigonblätter sind auf einer Länge von 9 bis 11 Millimetern nicht miteinander verwachsen. Die Staubblätter und der Griffel ragen 3 bis 6 Millimeter aus der Blüte heraus.

## Systematik und Verbreitung
Aloe turkanensis ist in Kenia und Uganda meist im Schatten von Sträuchern in Trockengebieten in Höhen von 915 bis 1500 Metern verbreitet.
Die Erstbeschreibung durch Hugh Basil Christian wurde 1942 veröffentlicht.

## Nachweise